# Gastrothrips corvus
Gastrothrips corvus är en insektsart som först beskrevs av Hermann Priesner 1933.  Gastrothrips corvus ingår i släktet Gastrothrips och familjen rörtripsar. Inga underarter finns listade i Catalogue of Life.